# День орнитолога
День орнитолога — профессиональный праздник, отмечаемый в России ежегодно 19 февраля.
Праздник начал отмечаться в республиках бывшего СССР начиная с 1983 года — в этом году 19 февраля было организовано Всесоюзное орнитологическое общество при Академии наук СССР. С 1992 года общество носит название Мензбировское орнитологическое общество.
Именно на Учредительном съезде Всесоюзного орнитологического общества 19 февраля 1983 года было предложено считать день основания Орнитологического общества неофициальным Днем орнитолога.